# On the Floor
«On the Floor» —en español: «En el suelo»— es una canción de la cantante estadounidense Jennifer Lopez para su séptimo álbum de estudio, Love? (2011). Con la colaboración del rapero Pitbull, salió al mercado el 8 de febrero de 2011 como el sencillo principal del álbum. Kinnda «Kee» Hamid, AJ Junior, Teddy Sky, Bilal «The Chef» Hajji, Pitbull, Gonzalo Hermosa y Ulises Hermosa, junto con RedOne, se encargaron de escribir el tema. Es una pista pop que mezcla elementos de techno, ritmos latinos, dance pop y house, con un ritmo constante de 130 pulsaciones por minuto. Además, Lopez decidió grabar una versión en español titulada «Ven a Bailar», que contó con letras adicionales de Julio Reyes Copello y Jimena Romero.
Lopez se inspiró en sus raíces latinas para desarrollar el sencillo, rindiendo tributo a sus inicios como bailarina. En la composición se encuentran fragmentos recurrentes de «Llorando se fue», una obra boliviana de 1982 compuesta por Gonzalo y Ulises Hermosa de Los Kjarkas. Dicha obra alcanzó gran popularidad cuando el grupo Kaoma la versionó en su éxito de 1989, «Lambada». Según Lopez, este corte representa una evolución de su sonido clásico, adaptado a las tendencias contemporáneas. El lanzamiento del sencillo coincidió con la llegada de Lopez como jueza a la décima temporada del programa estadounidense American Idol y con varios acuerdos publicitarios. American Idol también sirvió como plataforma para el estreno del video musical y para la primera presentación en vivo del tema.
Críticos de BBC Music y Los Angeles Times establecieron comparaciones entre esta pista y los primeros éxitos de Lopez, como «If You Had My Love» y «Waiting for Tonight», ambos de 1999. En Estados Unidos, fue su primer sencillo en cuatro años en recibir gran difusión en las radios, vendiendo 3.8 millones de copias y obteniendo una certificación triple platino de la Asociación de la Industria de Grabación de América (RIAA). Billboard posicionó el tema como el undécimo más exitoso del 2011 en su lista de fin de año. «On the Floor» se convirtió en un éxito comercial, alcanzando el número uno en 37 países, liderando las listas en Austria, Finlandia, Alemania, España, Suiza, entre otros.
El video musical, dirigido por TAJ Stansberry y con coreografías de Frank Gatson Jr., incluyó la participación de los fanáticos, quienes pudieron votar por el final que preferían. Se estrenó simultáneamente en Vevo y durante un episodio de American Idol. El clip retrata la cultura de los clubes nocturnos de Los Ángeles, con Lopez interpretando a una «reina del club nocturno», entre otros personajes. La crítica alabó la producción ostentosa del video, el estilismo y la coreografía, destacando las habilidades de Lopez como bailarina. En 2011, «On the Floor» vendió más de ocho millones de copias en todo el mundo, convirtiéndose en el sencillo más exitoso de ese año por una artista femenina.

## Antecedentes
Al momento del lanzamiento, Chuck Taylor de Billboard elogió el sencillo como «lo mejor que Cher ha grabado en años» y señaló: «Algunas canciones fluyen tan naturalmente, son tan auténticas, que te preguntas por qué no surgieron antes. Esta te hará girar en la pista, pisando fuerte con una oda simple a esos sentimientos que todos perseguimos y no queremos dejar ir. Cher brilla aquí; incluso sus críticos acérrimos sucumbirán al ritmo».
Jennifer Lopez concibió su séptimo álbum de estudio Love? en 2007 y 2008. Durante esa etapa, bajo contrato con Epic Records, lanzó el tema «Louboutins», compuesto y producido por The-Dream y Tricky Stewart, como el primer sencillo del proyecto. No obstante, aunque el tema llegó al primer puesto de la lista Billboard Hot Dance Club Songs, no logró la suficiente difusión en radio para entrar en otras listas. La cantante, tras cumplir su contrato, decidió dejar Epic Records y lanzar Love? bajo un nuevo sello discográfico.
Después de firmar con The Island Def Jam Music Group, continuó su trabajo con The-Dream y Tricky Stewart, mientras exploraba nuevas colaboraciones con productores como RedOne. No fue hasta enero de 2011 que la intérprete insinuó el lanzamiento de un nuevo sencillo principal para Love?. En un tuit, comentó: «¡Te veo @RedOne_Official! ¡Estamos haciendo GRANDES cosas con “On the Floor” este año nuevo!». Poco tiempo después, el 16 de enero de 2011, se filtró en internet un fragmento incompleto de «On the Floor», producido por RedOne e incluyendo la participación de Pitbull. Esta era la segunda vez que Lopez y Pitbull colaboraban, siendo la primera en 2009 con el sencillo promocional «Fresh Out the Oven», que alcanzó el número uno en la lista Hot Dance Club Songs.
Según Gerrick D. Kennedy del Los Angeles Times, el tema completo pero aún sin terminar se filtró el mismo fin de semana en que se estrenó un comercial de L'Oréal protagonizado por Lopez durante la transmisión de los Globos de Oro. Además, la filtración coincidió con su debut como jueza en la décima temporada de American Idol. En la alfombra roja de los Globos de Oro, Lopez confirmó que el tema se llamaría «On the Floor», y al día siguiente, presentó oficialmente el sencillo en el programa de radio On Air with Ryan Seacrest. La versión definitiva de la pista apareció en Ryanseacrest.com, donde el editor Sadao Turner señaló que el máster final era distinto a la versión filtrada previamente.
El 28 de enero de 2011, «On the Floor» debutó en el Reino Unido en el programa de radio Ready for the Weekend del DJ Scott Mills. Benji Eisen, de AOL Music, elogió la estrategia de marketing de Lopez, sincronizando el lanzamiento digital de «On the Floor» con el estreno del videoclip en American Idol. El 16 de marzo de 2011, el tema ingresó en la lista B de BBC Radio 1, la estación más grande del Reino Unido.
Durante una entrevista con MTV explicó que quería un sencillo que reflejara la evolución de su sonido. Expresó: «Siento que es la música que representa quién soy hoy, y me gusta eso. No es algo que escuchas y piensas: “No suena a ella”, pero también te preguntas: “¿Es ella? Me gusta, es nuevo”, y eso es lo que buscaba. Quería algo que fuera muy yo, pero no la yo de mi primer o segundo disco, sino la yo actual». También destacó que sintió una fuerte conexión con «On the Floor» porque fusionaba sus dos facetas, como cantante y bailarina: «En cuanto RedOne me la puso, le pedí que la repitiera como veinte veces, solo me senté y escuché... me conecté emocionalmente con la pista, y también porque amo bailar, algo que ha sido parte de mí desde que era niña. Me conecté por completo con la idea de salir a la pista».

## Composición
«On the Floor» es un canción dance producida por RedOne, que fusiona géneros electro pop y electro house, además de incorporar elementos significativos de eurodance, música latina y techno. La pista arranca con Pitbull en un rap introductorio, mientras la melodía toma fragmentos de la tonada «Llorando se fue» de la banda boliviana Los Kjarkas, popularizada como «Lambada» en 1989 por el grupo brasileño Kaoma. También circuló una versión brasileña que mostró la influencia de este sonido. La composición estuvo a cargo de Bilal Hajji, Kinda Hamid, Janussi Achraf, Nadir Khayat, Armando Pérez, Sandell Geraldo, y los hermanos Gonzalo y Ulises Hermosa, junto con RedOne, quien asumió la producción.
Según una partitura publicada en Musicnotes.com por Universal Music Publishing Ltda, el corte tiene un ritmo de 130 pulsaciones por minuto y está compuesto en la tonalidad de mi bemol menor. El registro vocal de Lopez abarca desde la nota la♭3 hasta si♭4. De acuerdo con Tele y Gerrick Kennedy del Los Angeles Times, la canción tiene similitudes con el sencillo «Waiting for Tonight» (1999). En tanto, About.com lo comparó con «If You Had My Love» (1999), señalando que la producción del tema posee «un toque exótico».

## Recepción

### Comentarios de la crítica
«On the Floor» recibió críticas generalmente positivas. Bil Lamb de About.com, le otorgó al tema una calificación de cuatro sobre cinco estrellas, alabando la voz de la cantante. Mikael Wood de Los Angeles Times, nombró a la canción como la mejor del álbum, diciendo « "On the Floor" hizo que Jennifer volviera a las primeras posiciones del Billboard Hot 100, pero no creo que el resto de las canciones del álbum tengan el mismo éxito». Hermione Hoby de The Observer dijo «La canción es un triunfo en particular».
Nadine Cheung de AOL Music 's Radio Blog dijo que «con "On the Floor", Lopez refuerza su estatus de mujer renacentista». Joey Guerra de The Houston Chronicle nombró a la pista una de las mejores canciones de Love?, diciendo que era «un himno agresivamente sexual». Gerrick Kennedy de Los Angeles Times comparó al tema con «Louboutins» y con «Fresh Out the Oven», mientras que Nick Levine de Digital Spy dijo que «On the Floor» parecía «una canción que The Black Eyed Peas hubieran podido hacer».
Alex Macpherson de BBC Music dio una crítica negativa al sencillo, diciendo que era «una canción pop de mala calidad», mientras que Ken Capobianco de The Boston Globe la llamó «una canción genérica».

### Desempeño comercial
Norteamérica
«On the Floor» hizo su debut en las listas en el Canadian Hot 100 de Canadá, ocupando el puesto número ochenta y seis en la semana del 12 de febrero de 2011. Ya en la semana del 16 de abril alcanzó el número cuatro, finalmente logró posicionarse número 1, siendo ésta la más alta posición en 9 años después de «Jenny from the block» (2002). En Estados Unidos, debutó en el Billboard Hot Dance Club Songs en la posición número veinte y seis. Igualmente, entró también en el Billboard Pop Songs en la posición número cuarenta. En el Billboard Hot 100 debutó en el número nueve, siendo éste la posición debut en esta lista más alta en la carrera de Jennifer hasta el momento. El lanzamiento del sencillo con su respectivo video musical tuvo lugar en la temporada 10 de American Idol, vendiendo 170 000 copias en la primera semana, ocupando el puesto número tres en el conteo Billboard Hot Digital Songs. A la semana siguiente de su lanzamiento oficial, sus ventas aumentaron un 31%, con 232 000 copias, subió al número dos del Hot Digital Songs y el número cinco en el Hot 100. Ya para la semana del 8 de mayo de 2011, «On the Floor» subió del número siete a la posición tres del Billboard Hot 100. El 28 de marzo de 2011, la canción ocupó el número uno en el Billboard Hot Dance Club Songs. En el Billboard Radio Songs, alcanzó su mejor posición en el número cinco. Su versión en español «Ven a bailar» entró en el Billboard Latin Songs alcanzando la posición dos, siendo el séptimo sencillo de la cantante en entrar a dicha lista. La RIAA condecoró a «On the Floor» con un disco triple platino, por haber vendido más de 3 millones de copias. Para mediados de junio de 2013, el sencillo había vendido más de 3,8 millones de copias legales en los Estados Unidos.
Europa

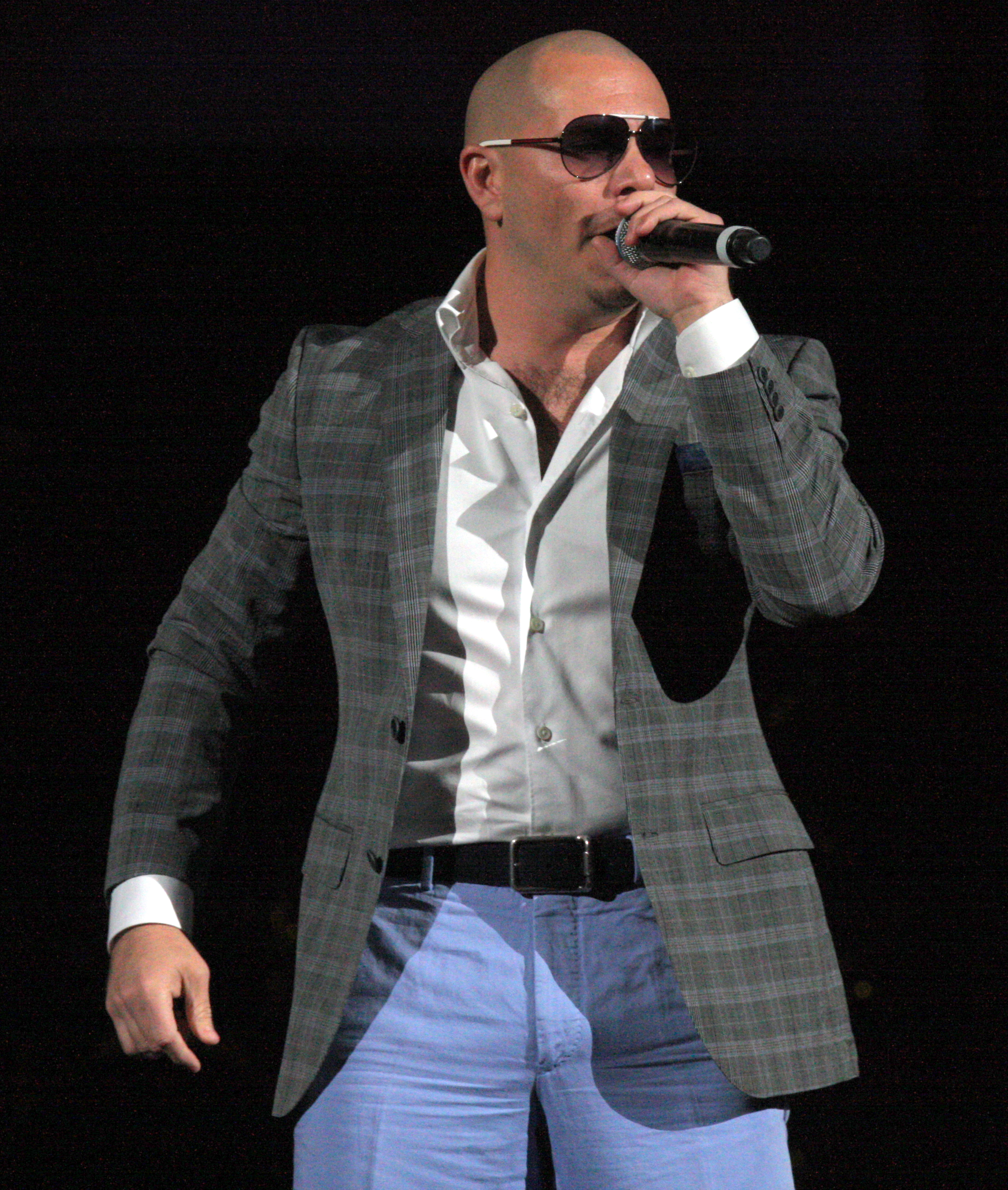
Pitbull, el cantante invitado en la canción

A nivel internacional, «On the Floor» entró en diversas listas musicales, en Europa, lideró más de 25 en el número uno. En el Eslovaquia Singles Chart debutó en la posición número dieciséis, a la semana siguiente (7 de marzo de 2011) subió al número uno, donde se mantuvo dos semanas consecutivas. En total, la canción estuvo siete veces en el número uno de esta lista. En Bélgica, encabezó las listas de las regiones Flandes y Valonia. En Flandes, alcanzó el número uno en el Ultratop 50, permaneciendo allí cuatro semanas consecutivas. Mientras que en Valonia, en el Ultratop 40 ocupó el número dos en su semana debut y a la semana siguiente el número uno, se mantuvo tres semanas consecutivas en dicha posición, pero en su quinta semana bajó al número cuatro y luego regresó al número uno. El organismo certificador BEA le dio la certificación de oro por más de 15 000 copias vendidas en Bélgica. En Finlandia, «On the Floor» debutó en el número uno en el Finnish Singles Chart, permaneciendo ocho semanas consecutivas, con un total de nueve semanas en dicha posición, convirtiéndose en el sencillo más exitoso de la intérprete en ese país, logrando una certificación de platino por más de 12 000 copias vendidas. «On the Floor» ocupó el número uno en el Spanish Singles Chart de España, German Singles Chart de Alemania y French Singles Chart de Francia, estando en dicha posición catorce semanas, tres semanas y una semana respectivamente. Logrando la certificación de triple Platino por parte del PROMUSICAE en España con más de 120 000 ventas y doble Platino del BVMI en Alemania con más de 600 000 ventas digitales.
En el Italian Singles Chart de Italia, entró en el número cuatro, y a la su quinta semana subió al número uno, permaneciendo cuatro semanas consecutivas en la máxima posición, logrando ser certificado triple platino por la FIMI en ese país, con más de 60 000 descargas digitales. La canción también entró en el Swedish Singles Chart de Suecia, ocupando en la semana debut el número tres y una máxima posición del número uno a la sexta semana. Con una certificación por parte del GLF de doble Platino por más de 40 000 ventas. Igualmente, entró en la lista musical suiza Swiss Singles Chart, estando en el número uno por cinco semanas, con un total de cincuenta semanas en la lista, por ende, tuvo una certificación de triple platino con más de 90 000 ventas En el Scottish Singles Chart de Escocia, el Greek Singles Chart de Grecia, Norwegian Singles Chart de Noruega y el Polish Singles Chart de Polonia, ha ocupado el número uno en las listas pertenecientes a cada país. En el Reino Unido, el sencillo entró el conteo UK Singles Chart, debutando en el número uno con más de 130 000 descargas digitales vendidas en su primera semana, igualmente, debutó en el número uno del UK R&B Chart, manteniéndose ahí por tres semanas consecutivas.
Asia y Oceanía
En Asia, «On the Floor» alcanzó el número uno en el conteo Russian Music Chart, de Rusia, logrando ser certificado de oro por parte del NFPF, con más de 100 000 descargas digitales. Por otra parte, en Japón, alcanzó la décima posición en el Japan Hot 100 y fue ubicada en la posición cuarenta y cinco de su respectiva lista anual.
En Oceanía, la canción debutó en la posición número diez del Australian Singles Chart, y fue hasta la cuarta en la que ocupó el número uno, con más de 280 000 descargas digitales, logró una certificación de cuádruple Platino por parte de la ARIA. En Nueva Zelanda, debutó en el número treinta y tres del New Zealand Singles Chart, con una máxima posición de número dos, siendo certificado doble Platino por más de 30 000 descargas.

## Vídeo musical

### Grabación
| «Estamos tratando de crear un ambiente que es tan sorprendente. Pero bueno, es realmente mágico, bailable, un zumbido que nos hizo sentir como pollo frito, la cantante sólo quiere que todos tengan ese sentimiento. Hemos visto muchos videos sobre clubes nocturnos, pero quería realizar una línea única para Jennifer Lopez». — Frank Gatson |

El vídeo musical fue filmado el fin de semana del 22 al 23 de enero de 2011, con TAJ Stansberry como el director y Gatson Frank como el coreógrafo. López le dijo a MTV News que para el vídeo realizó un casting abierto para encontrar clubes, «Queremos a los jóvenes que van al club y bailan toda la noche y eso es todo lo que les importa? No se trata sólo de pasar un buen rato, empapado en sudor, y es todo sobre la música y dejar la unidad sobre la pista de baile. No quiero decir lo que el vídeo es, pero ese es el tipo de bailarines. Estamos haciendo un casting enorme...» Pitbull hará una aparición en el vídeo. Se refirió a su plan de rodaje videos musicales de canciones bailables como «On the Floor». Él dijo: «Cuando tienes grandes canciones de club o house como ésta, que son muy globales, trato de entrar en lo que se planteó, en lo que soy, un fan de, que es escupir duro». Después de la grabación del video musical, Stansberry reveló su opinión sobre lo que el concepto del vídeo. El director le dijo a MTV News, que sería de alrededor de originalidad. «La originalidad, siendo nosotros mismos. Esta canción es acerca de ser quien quieras. Se trata de expresarse. No hay una explicación».

### Trama
El vídeo musical comienza con la llegada de Jennifer a una discoteca en un automóvil BMW Serie 7 negro, un elemento de publicidad. Cuando empieza la música, la cantante se ha puesto un par de pendientes de Swarovski, aparecen candelabros de cristal e incluso estilo Las Vegas que colgaba del techo. El coreógrafo Frank Gatson Jr. llamó al club, "la mejor fiesta de baile en la ciudad," con López para jugar varios caracteres diferentes. En una escena, que interpreta a una reina dominante de la parte que mira desde arriba, en un balcón rodeado de sirvientes. La figura de Jennifer como la "Reina" es cuando esté descansando tranquilamente en su asiento, y "supervisa su multitud de gente bailando en la pista". Entre estas escenas, López está usando pantalones negros y un top de bikini, caminando entre la multitud para subirse a un escenario al estilo de Las Vegas, «Rompiendo el Piso».
El videoclip cuenta con más de 1 000 000 000 de visitas en YouTube, convirtiéndose en el video más visto de la cantante y uno de los más visitados en la historia de YouTube.

## Interpretaciones en vivo
El 5 de mayo de 2011, Jennifer y Pitbull hicieron su primera interpretación en vivo en American Idol, la presentación consistió en la ruptura de dos bailarines en cajas de vidrio, una muy bien elaborada coreografía. Jennifer estaba vestida con un conjunto resplandeciente, incluyendo pirotecnia y juego de luces. Jennifer y Pitbull volvieron a hacer una presentación, esta vez en el Festival de música ‘Wango Tango’ de KIIS-FM en Los Ángeles el 14 de mayo de 2011, Jennifer llevaba un vestido dorado brillante para la presentación, pero no salió como se esperaba, en la mitad de la actuación el micrófono falló. En Reino Unido, Jennifer estuvo en el Summertime Ball de Capital FM el 11 de junio de 2011, con un repertorio normal, dejó a «On the Floor» como a canción de cierre, este concierto se realizó en el Wembel Stadium, con una asistencia de 75 000 personas. Ese mismo día, se presentó en el final de la serie So You Think You Can Dance. En los American Music Awards 2011, presentados por la cadena ABC, Jennifer hizo un MIX de «Until It Beats No More» / «Papi» / «On the Floor», en la cual realizó un espectacular show, con bailarines. López comenzó su actuación vistiendo un elegante vestido de color blanquecino. Comenzó cantando su más reciente sencillo «Until It Beats No More», bromeó su voz, pero entonces ella miró al público y sonrió, como copia de seguridad de los bailarines se quitó su vestido de noche, de ahí, empezó «Papi», en donde aparece en un coche deportivo idéntico al del vídeo original del sencillo, por último, cantó «On the Floor» con Pitbull. La canción fue añadida al repertorio del espectáculo que desarrollo la cantante en Las Vegas como número final de su residencia Jennifer López: All I Have. Por otra parte, fue una de las canciones interpretadas durante el espectáculo de medio tiempo del Super Bowl LIV, llevado a cabo el 2 de febrero de 2020.

## Formatos
- Sencillo en CD[83]

| Sencillo en CD |                                        |          |  |
| N.º            | Título                                 | Duración |  |
| 1.             | «On the Floor» (con Pitbull)           | 3:51     |  |
| 2.             | «On the Floor» (Low Sunday Club Remix) | 6:22     |  |

- Descarga digital[84]

| Descarga digital |                              |          |  |
| N.º              | Título                       | Duración |  |
| 1.               | «On the Floor» (con Pitbull) | 3:51     |  |

| Sencillo digital |                                          |          |  |
| N.º              | Título                                   | Duración |  |
| 1.               | «On the Floor» (Radio Edit)              | 3:51     |  |
| 2.               | «On the Floor» (CCW Club Mix)            | 6:26     |  |
| 3.               | «On the Floor» (Ralphi's Jurty Club Vox) | 8:43     |  |
| 4.               | «On the Floor» (Video musical)           | 4:27     |  |

- Remixes digitales[85][86]

| «On the Floor» - EP |                                                                  |          |  |
| N.º                 | Título                                                           | Duración |  |
| 1.                  | «On the Floor» (CCW Radio Mix)                                   | 3:44     |  |
| 2.                  | «On the Floor» (Low Sunday Radio Edit)                           | 3:51     |  |
| 3.                  | «On the Floor» (Ralphi's Jurty Radio Edit)                       | 3:57     |  |
| 4.                  | «On the Floor» (Mixin Marc & Tony Svejda La to Ibiza Radio Edit) | 3:16     |  |
| 5.                  | «On the Floor» (CCW Club Mix)                                    | 6:26     |  |
| 6.                  | «On the Floor» (Low Sunday Club)                                 | 6:22     |  |
| 7.                  | «On the Floor» (Ralphi's Jurty Club Vox)                         | 8:43     |  |
| 8.                  | «On the Floor» (Mixin Marc & Tony Svejda La to Ibiza Mix)        | 6:40     |  |
| 9.                  | «On the Floor» (CCW Dub Mix)                                     | 6:07     |  |
| 10.                 | «On the Floor» (Low Sunday Dub)                                  | 6:37     |  |
| 11.                 | «On the Floor» (Ralphi's Jurty Dub)                              | 8:43     |  |
| 12.                 | «On the Floor» (Mixin Marc & Tony Svejda La to Ibiza Dub)        | 5:36     |  |

- Descarga digital - Española[87]

| Versión en Español |                              |          |  |
| N.º                | Título                       | Duración |  |
| 1.                 | «Ven a Bailar» (con Pitbull) | 4:52     |  |

## Créditos
Fuente: Allmusic
- Jennifer López – voz
- Armando «Pitbull» Pérez – rap y compositor
- Bilal Hajji – compositor
- Kinda Hamid – compositor
- Gonzalo Hermosa González – compositor
- Achraf Janussi – compositor
- RedOne – productor, compositor y arreglista

## Posicionamiento en listas

### Semanales
| País              | Lista (2011)                         | Mejor Posición |
| ----------------- | ------------------------------------ | -------------- |
| Alemania          | German Singles Chart                 | 1              |
| Australia         | Australian Singles Chart             | 1              |
| Austria           | Austrian Singles Chart               | 1              |
| Bélgica (Flandes) | Ultratop 50                          | 1              |
| Bélgica (Valonia) | Ultratop 40                          | 1              |
| Canadá            | Canadian Hot 100                     | 1              |
| Dinamarca         | Danish Singles Chart                 | 3              |
| Escocia           | Scottish Singles Chart               | 1              |
| Eslovaquia        | Slovakia Radio Top 100               | 1              |
| España            | Spanish Singles Chart                | 1              |
| Estados Unidos    | Billboard Hot 100                    | 3              |
| Estados Unidos    | Dance/Club Play Songs                | 1              |
| Estados Unidos    | Pop Songs                            | 5              |
| Estados Unidos    | Digital Songs                        | 2              |
| Estados Unidos    | Top Latin Songs (versión en español) | 2              |
| Estados Unidos    | Radio Songs                          | 5              |
| Finlandia         | Finnish Singles Chart                | 1              |
| Francia           | French Singles Chart                 | 1              |
| Grecia            | Greek Airplay Chart                  | 1              |
| Hungría           | Rádiós Top 40                        | 10             |
| Irlanda           | Irish Singles Chart                  | 1              |
| Israel            | Israel Airplay Singles Chart         | 1              |
| Italia            | Italian Singles Chart                | 1              |
| Japón             | Japan Hot 100                        | 10             |
| Noruega           | Norwegian Singles Chart              | 1              |
| Nueva Zelanda     | New Zealand Singles Chart            | 2              |
| Países Bajos      | Dutch Singles Chart                  | 4              |
| Polonia           | Polish Dance Club Singles Chart      | 1              |
| Portugal          | Portuguese Singles Chart             | 1              |
| Reino Unido       | UK Singles Chart                     | 1              |
| Reino Unido       | UK Digital Chart                     | 1              |
| Reino Unido       | UK R&B Chart                         | 1              |
| República Checa   | Czech Singles Chart                  | 1              |
| Rumania           | Romanian Singles Top 100             | 1              |
| Suecia            | Swedish Singles Chart                | 1              |
| Suiza             | Swiss Singles Chart                  | 1              |

| Anterior: «S&M» de Rihanna                                                   | Australian Singles Chart — Sencillo N° 1 21 de marzo de 2011 — 10 de abril de 2011                                       | Siguiente: «Sweat» de Snoop Dogg vs. David Guetta                                      |
| Anteriores: «Born This Way» de Lady Gaga «A Night Like This» de Caro Emerald | Austrian Singles Chart — Sencillo N° 1 15 de abril de 2011 — 21 de abril de 2011 29 de abril de 2011 — 5 de mayo de 2011 | Siguientes: «A Night Like This» de Caro Emerald «Sweat» de Snoop Dogg vs. David Guetta |
| Anterior: «Born This Way» de Lady Gaga                                       | Belgian Singles Chart — Sencillo N° 1 5 de marzo de 2011 — 1 de abril de 2011                                            | Siguiente: «More to Me» de Idool 2011 Finalisten                                       |
| Anteriores: «Born This Way» de Lady Gaga «E.T.» de Katy Perry ft. Kanye West | Canadian Hot 100 — Sencillo N° 1 16 de abril de 2011 — 29 de abril de 2011 14 de mayo de 2011 — 27 de mayo de 2011       | Siguientes: «S&M» de Rihanna ft. Britney Spears «Rolling in the Deep» de Adele         |
| Anterior: «Solamente Tú» de Pablo Alborán                                    | Spanish Singles Chart — Sencillo N° 1 13 de marzo de 2011 — 25 de junio de 2011                                          | Siguiente: «Rabiosa» de Shakira ft. Pitbull                                            |
| Anterior: «S&M» de Rihanna                                                   | Billboard Hot Dance Club Songs — Sencillo N° 1 9 de abril de 2011 — 15 de abril de 2011                                  | Siguiente: «Born This Way» de Lady Gaga                                                |
| Anteriores: «Born This Way» de Lady Gaga «Vääryyttä!!1!» de Apulanta         | Finnish Singles Chart — Sencillo N° 1 1 de marzo de 2011 — 25 de abril de 2011 3 de mayo de 2011 — 9 de mayo de 2011     | Siguientes: «Vääryyttä!!1!» de Apulanta «Häissä» de Jare & VilleGalle                  |
| Anterior: «Colonel Reyel» de Toutes les nuits                                | French Singles Chart — Sencillo N° 1 20 de marzo de 2011 — 26 de marzo de 2011                                           | Siguiente: «Just Can't Get Enough» de The Black Eyed Peas                              |
| Anterior: «E.T.» de Katy Perry ft. Kanye West                                | Irish Singles Chart — Sencillo N° 1 15 de abril de 2011 — 21 de abril de 2011                                            | Siguiente: «Judas» de Lady Gaga                                                        |
| Anterior: «Arriverà» de Modà ft. Emma                                        | Italian Singles Chart — Sencillo N° 1 21 de marzo de 2011 — 17 de abril de 2011                                          | Siguiente: «Mr. Saxobeat» de Alexandra Stan                                            |
| Anterior: «Vår Beste Dag» de Marit Larsen                                    | Norwegian Singles Chart — Sencillo N° 1 19 de marzo de 2011 — 22 de abril de 2011                                        | Siguiente: «What Are Dors» de Chris Medina                                             |
| Anterior: «Losing Control» de The Nycer ft. Deeci                            | Polish Dance Club Singles Chart — Sencillo N° 1 16 de mayo de 2011 — 15 de junio de 2011                                 | Siguiente: «Loca People» de Sak Noel                                                   |
| Anterior: «Someone like You» de Adele                                        | UK Singles Chart — Sencillo N° 1 3 de abril de 2011 — 16 de abril de 2011                                                | Siguiente: «Party Rock Anthem» de LMFAO                                                |
| Anterior: «S&M» de Rihanna                                                   | UK R&B Chart — Sencillo N° 1 3 de abril de 2011 — 23 de abril de 2011                                                    | Siguiente: «Unorthodox» de Wretch 32                                                   |
| Anterior: «Lonely Heart» de Radio Killer                                     | Romanian Singles Chart 20 de marzo de 2011 — 26 de marzo de 2011                                                         | Siguiente: «Manifest» de Guess Who                                                     |
| Anterior: «Popular» de Eric Saade                                            | Swedish Singles Chart — Sencillo N° 1 8 de abril de 2011 — 14 de abril de 2011 22 de abril de 2011 — 5 de mayo de 2011   | Siguientes: «Popular» de Eric Saade Jag kommer de Veronica Maggio                      |
| Anterior: «Grenade» de Bruno Mars                                            | Swiss Singles Chart — Sencillo N° 1 17 de abril de 2011 — 21 de mayo de 2011                                             | Siguiente: «Call My Name» de Pietro Lombardi                                           |

### Anuales
| País              | Lista (2011)                         | Posición |
| ----------------- | ------------------------------------ | -------- |
| Alemania          | German Singles Chart                 | 1        |
| Australia         | Australian Singles Chart             | 10       |
| Austria           | Austrian Singles Chart               | 1        |
| Bélgica (Flandes) | Ultratop 50                          | 8        |
| Bélgica (Valonia) | Ultratop 40                          | 9        |
| Canadá            | Canadian Hot 100                     | 3        |
| Dinamarca         | Danish Singles Chart                 | 12       |
| España            | Spanish Singles Chart                | 1        |
| Estados Unidos    | Billboard Hot 100                    | 11       |
| Estados Unidos    | Digital Songs                        | 10       |
| Estados Unidos    | Dance/Club Play Songs                | 15       |
| Estados Unidos    | Radio Songs                          | 22       |
| Estados Unidos    | Pop Songs                            | 31       |
| Estados Unidos    | Top Latin Songs (versión en español) | 10       |
| Francia           | French Singles Chart                 | 6        |
| Grecia            | Greek Singles Chart                  | 5        |
| Hungría           | Rádiós Top 40                        | 78       |
| Irlanda           | Irish Singles Chart                  | 6        |
| Israel            | Israel Airplay Singles Chart         | 3        |
| Italia            | Italian Singles Chart                | 4        |
| Japón             | Japan Hot 100                        | 45       |
| Nueva Zelanda     | New Zealand Singles Chart            | 9        |
| Países Bajos      | Dutch Singles Chart                  | 16       |
| Reino Unido       | UK Singles Chart                     | 10       |
| Suiza             | Swiss Singles Chart                  | 1        |

### Certificaciones
| País           | Organismo certificador | Certificación | Ventas certificadas | Simbolización | Ref.    |
| -------------- | ---------------------- | ------------- | ------------------- | ------------- | ------- |
| Alemania       | BVMI                   | 2× Platino    | 600 000             | 2▲            | [ 47 ]  |
| Australia      | ARIA                   | 4× Platino    | 280 000             | 4▲            | [ 66 ]  |
| Bélgica        | BEA                    | Platino       | 30 000              | ▲             | [ 40 ]  |
| Canadá         | CRIA                   | 5× Platino    | 400 000             | 5▲            | [ 123 ] |
| Dinamarca      | IFPI — Denmark         | Platino       | 30 000              | ▲             | [ 124 ] |
| España         | PROMUSICAE             | 3× Platino    | 120 000             | 3▲            | [ 46 ]  |
| Estados Unidos | RIAA                   | 3× Platino    | 3 800 000           | 3▲            | [ 35 ]  |
| Finlandia      | IFPI — Finland         | Platino       | 12 000              | ▲             | [ 42 ]  |
| Italia         | FIMI                   | 3× Platino    | 60 000              | 3▲            | [ 49 ]  |
| Nueva Zelanda  | RIANZ                  | 2× Platino    | 30 000              | 2▲            | [ 67 ]  |
| Reino Unido    | BPI                    | Platino       | 800 000             | ▲             | [ 125 ] |
| Rusia          | NFPF                   | Oro           | 50 000              | ●             | [ 62 ]  |
| Suecia         | GLF                    | 2× Platino    | 40 000              | 2▲            | [ 51 ]  |
| Suiza          | IFPI — Suiza           | 4× Platino    | 120 000             | 4▲            | [ 53 ]  |
| Europa         | IFPI                   | Platino       | 1 800 000           | ▲             | [ 126 ] |

Hasta el momento la canción ha vendido más de 11,000,000 de copias en todo el mundo  convirtiéndose en uno de los sencillos más vendidos en formato digital de la historia.

## Premios y nominaciones
El sencillo «On the Floor» fue nominado en distintas ceremonias de premiación. A continuación, una lista de las candidaturas que obtuvo.
| Año  | Ceremonia de Premiación          | Categoría                             | Resultado | Ref.    |
| ---- | -------------------------------- | ------------------------------------- | --------- | ------- |
| 2011 | EV. gerard Music Awards          | Mejor Video Pop                       | Nominado  | [ 128 ] |
| 2011 | MTV Europe Music Awards          | Mejor canción                         | Nominado  | [ 129 ] |
| 2011 | MuchMusic Video Awards           | Video internacional del año           | Nominado  | [ 130 ] |
| 2011 | Premios 40 Principales           | Mejor canción internacional en inglés | Nominado  | [ 131 ] |
| 2012 | Billboard Latin Music Awards     | Canción del año / Colaboración vocal  | Nominado  | [ 132 ] |
| 2012 | Billboard Latin Music Awards     | Canción latina Pop del Año            | Nominado  | [ 132 ] |
| 2012 | International Dance Music Awards | Mejor canción Latin / Reggaeton       | Pendiente | [ 133 ] |
| 2012 | International Dance Music Awards | Mejor canción Comercial / Pop Dance   | Pendiente | [ 133 ] |

## Historial de lanzamientos
| País           | Fecha                 | Formato                            | Sello discográfico | Ref.            |
| -------------- | --------------------- | ---------------------------------- | ------------------ | --------------- |
| Estados Unidos | 8 de febrero de 2011  | Radio Mainstream, Rhythmic airplay | Island Records     | [ 134 ] [ 135 ] |
| Estados Unidos | 11 de febrero de 2011 | EP de remezclas                    | Island Records     | [ 85 ]          |
| Australia      | 18 de febrero de 2011 | Descarga digital                   | Universal Music    | [ 136 ]         |
| Irlanda        | 18 de febrero de 2011 | Descarga digital                   | Universal Music    | [ 137 ]         |
| Noruega        | 21 de febrero de 2011 | Descarga digital                   | Universal Music    | [ 138 ]         |
| España         | 21 de febrero de 2011 | Descarga digital, EP de remezclas  | Universal Music    | [ 139 ] [ 140 ] |
| Suiza          | 21 de febrero de 2011 | Descarga Digital                   | Universal Music    | [ 141 ]         |
| Austria        | 22 de febrero de 2011 | Descarga Digital                   | Universal Music    | [ 142 ]         |
| Bélgica        | 22 de febrero de 2011 | Descarga digital, EP de remezclas  | Universal Music    | [ 143 ] [ 144 ] |
| Canadá         | 22 de febrero de 2011 | Descarga digital                   | Universal Music    | [ 145 ]         |
| Finlandia      | 22 de febrero de 2011 | Descarga digital                   | Universal Music    | [ 146 ]         |
| Francia        | 22 de febrero de 2011 | Descarga digital                   | Universal Music    | [ 147 ]         |
| Alemania       | 22 de febrero de 2011 | Descarga digital                   | Universal Music    | [ 148 ]         |
| Italia         | 22 de febrero de 2011 | Descarga digital                   | Universal Music    | [ 149 ]         |
| Suecia         | 22 de febrero de 2011 | Descarga digital, EP de remezclas  | Universal Music    | [ 150 ] [ 151 ] |
| Estados Unidos | 22 de febrero de 2011 | Descarga digital                   | Island Records     | [ 152 ]         |
| Suiza          | 24 de febrero de 2011 | EP de remezclas                    | Universal Music    | [ 153 ]         |
| Irlanda        | 25 de febrero de 2011 | Sencillo digital                   | Universal Music    | [ 154 ]         |
| Países Bajos   | 25 de febrero de 2011 | Descarga digital, EP de remezclas  | Universal Music    | [ 155 ] [ 156 ] |
| Alemania       | 11 de marzo de 2011   | Sencillo en CD                     | Universal Music    | [ 157 ]         |
| Reino Unido    | 27 de marzo de 2011   | Descarga digital.                  | Mercury Records    | [ 158 ] [ 159 ] |